# La Oxford di Lyra
La Oxford di Lyra (Lyra's Oxford) è un racconto fantasy scritto del 2003 da Philip Pullman, collegato alla trilogia di romanzi Queste oscure materie.
Il racconto descrive un episodio che coinvolge Lyra Belacqua, l'eroina della serie best seller di Pullman. È ambientato quando Lyra ha 15 anni, due anni dopo la fine della trilogia.
Il libro consiste essenzialmente in una piccola storia illustrata. Al libro è associata la cartina Oxford dei treni, fiumi e zeppelin, una fantasiosa mappa della Oxford del mondo di Lyra. Include inoltre pubblicità per il libro, guide per i viaggiatori, due pagine dal Baedeker pubblicato nel mondo di Lyra (comprese le voci relative ai Ferriera Aquila, al Canale di Oxford, al Fell Press e all'Oratorio di St Barnabas the Chymist, tutti situati nella zona di Jericho di Oxford).
Pullman ha confrontato il movimento di questi oggetti alle particelle in una camera a nebbia; l'idea è che hanno galleggiato per errore attraverso una finestra inter-mondo. La cartolina contiene quattro immagini di siti significativi della trilogia: il laboratorio di fisica in cui lavora Mary Malone, la casa occupata da Lord Boreal, la fila di alberi dove è stata scoperta la prima volta la finestra tra i mondi, e la panchina dove Lyra e Will hanno deciso di incontrarsi una volta all'anno, almeno con la mente.
La prefazione di Pullman inizia con:

## Trama
Lyra osserva uno stormo di uccelli dalla torre dell'Università di Oxford, quando si accorge che stavano attaccando un daimon a forma di uccello. Questo daimon doveva essere di una strega, perché non c'era nessun essere umano nelle vicinanze. Lyra salva il daimon, Ragi, che le chiede di aiutarlo a trovare Sebastian Makepeace. Lyra scopre abilmente dove si trova, poiché era l'ultimo alchimista rimasto, e alla sera Lyra conduce Ragi alla casa di Sebastian Makepeace. Ragi, nel frattempo, racconta a Lyra perché ha bisogno di aiuto da lui: la sua strega, Yelena Pazhets, è gravemente malata. Questa malattia fa sì che le streghe muoiano senza che i loro daimon ne subiscano conseguenze, lasciandoli in vita e soli. Lyra è scioccata da questo.
Raggiunge presto casa Makepeace e il daimon di Lyra, Pantalaimon, riesce a guardare attraverso la finestra della casa. Pan vede l'alchimista sdraiato sul pavimento e, vicino a lui, gli strumenti delle streghe. Lyra capisce che si tratta una trappola e si trova ad essere attaccata dalla strega. Quando Yelena attacca, però, un cigno si precipita da Lyra e si scaglia sulla strega uccidendola.
Sebastian Makepeace porta Lyra nella sua casa e le spiega che Yelena la voleva uccidere e incolpare lui per l'omicidio: Yelena era stata l'amante di Sebastian, e il loro figlio morì nella guerra che fu combattuta in Il cannocchiale d'ambra; Yelena, quindi, incolpava Lyra per la sua morte. Sebastian, infine, aiuta Lyra ad uscire inosservata e tornare al college. Tornati a casa, Lyra e Pan contemplarono gli eventi di quel giorno: erano stati gli uccelli ad aiutarla, ma non si spiegava il significato dietro quell'evento. In realtà Lyra sente che Oxford la sta proteggendo.